# Óblast de Uralsk
Uralsk era una óblast (provincia) del Imperio ruso. Correspondía aproximadamente a la mayoría del actual Kazajistán Occidental. Fue creado con territorios del anterior Kanato Kazajo.

## Demografía
Para 1897, un total de 684,590 personas poblaban la óblast. Los kazajos constituían la mayoría de la población. Las minorías significativas constaban de rusos y tártaros. El total de hablantes túrquicos era de 478,695 (74,2%).

### Grupos étnicos en 1897
| Total    | 645,121 | 100%  |
| -------- | ------- | ----- |
| Kazajos  | 460,173 | 71,3% |
| Rusos    | 160,894 | 24,9% |
| Tártaros | 17,809  | 2,8%  |

Fuente: